# Белое (Бежецкий район)
Белое (карел. Bieloi) — село в Бежецком районе Тверской области, входит в состав Сукроменского сельского поселения.

## Географическое положение
Село расположено в 12 км на юг от центра поселения села Сукромны и в 27 км на юг от районного центра города Бежецк.

## История
В 1790 году в селе была построена каменная Благовещенская церковь с 3 престолами.
В конце XIX — начале XX века село входило в состав Сукроменской волости Бежецкого уезда Тверской губернии. 
С 1929 года село являлось центром Белосельского сельсовета Бежецкого района Бежецкого округа Московской области, с 1935 года — в составе Калининской области, с 1954 года — в составе Плотниковского сельсовета, с 2005 года — в составе Сукроменского сельского поселения.
В годы Советской власти в селе действовал колхоз им. Калинина.

## Население
| 1859 | 1897 | 1989 | 2008 | 2010 |
| ---- | ---- | ---- | ---- | ---- |
| 557  | ↗602 | ↘115 | ↘47  | ↘29  |

## Достопримечательности
В селе расположена недействующая Церковь Благовещения Пресвятой Богородицы (1790). 